# Ben Stiller
Benjamin "Ben" Stiller (født 30. november 1965 i New York i USA) er en amerikansk komiker, skuespiller, manuskriptforfatter, filmproducer og filminstruktør.

## Liv & Karriere
Han er søn af skuespillerne og komikerne Jerry Stiller og Anne Meara. Stiller har medvirket i og skabt en lang række succesfulde komediefilm i halvfemserne og i 2000'erne, bl.a. Vild med Mary, Nat på Museet, Zoolander, Dodgeball: A True Underdog Story, Meet the Parents og Meet the Fockers.
Stiller indledte sin karriere med en mindre birolle i storfilmen Solens rige (1987), men det var med sketchshowet The Ben Stiller Show (1992-1993) at Stiller markerede sig med sit komiske talent. Showet var på daværende tidspunkt en af de eneste komedieserier der ikke brugte dåselatter eller et studiepublikum. Showet vandt i 1993 en Emmy Award.

## "Frat Pack"
Stiller har været beskrevet som en anerkendt leder af hvad medierne plejer at kalde Frat Pack, med Will Ferrell, Jack Black, Vince Vaughn, Owen Wilson, Steve Carell og Luke Wilson. Navnet er en reference til filmen Old School, hvor Vaughn, Ferrell og Luke Wilson medvirker. De har fået det navn på grund af det store antal film som disse syv skuespillere har medvirket i. Han har optrådt i flest film med Owen Wilson, i alt 12 film pr. 2004.

## Privatliv
Stiller har været kæreste med adskillige skuespillerinder under sin tidlige film-og-tv-karriere, inklusive Jeanne Tripplehorn, Calista Flockhart og Amanda Peet.
Ben Stiller blev gift med skuespillerinden Christine Taylor den 13. maj 2000 , med hvem han har en datter og en søn. Stiller og Taylor har medvirket i flere film sammen, bl.a. Zoolander (2001).

## Filmografi
- Solens rige (1987)
- Reality Bites (1994), også instruktør
- Hybridmanden (1996), også instruktør og manuskriptforfatter
- Happy Gilmore (1996)
- Friends (1997)
- Vild med Mary (1998)
- Mystery Men (1999)
- Imellem venner (2000)
- Meet the Parents (2000)
- Kongen af Queens Én episode.
- Zoolander (2001), også instruktør, producer og manuskriptforfatter
- The Royal Tenenbaums (2001)
- Meet the Fockers (2004)
- Starsky & Hutch (2004), også executive producer
- Anchorman: The Legend of Ron Burgundy (2004)
- Envy (2004)
- Dodgeball: A True Underdog Story (2004), også producer
- Along Came Polly (2004)
- Madagascar (2005)
- Tenacious D in The Pick of Destiny (2006), også executive producer
- School for Scoundrels (2006)
- Nat på Museet (2006)
- Blades of Glory (2007), kun producer
- The Heartbreak Kid (2007)
- Madagascar 2 (2008)
- Tropic Thunder (2008), også instruktør, producer og manuskriptforfatter
- Nat på Museet 2 (2009)
- Megamind (2010) også producer
- Little Fockers (2010), fortsættelsen på Meet the parents og Meet the fockers
- Svindel på højt plan (2011)
- Madagascar 3 (2012)
- The Watch (2012)
- The Secret Life of Walter Mitty (2013) også instruktør, producer
- Nat på Museet 3 (2014)
- While We're Young (2015)